# Sehima
Sehima is een geslacht uit de grassenfamilie (Poaceae). De soorten van dit geslacht komen voor in Afrika, gematigd Azië, tropisch Azië en Australazië.

## Soorten
Van het geslacht zijn de volgende soorten bekend: 
- Sehima beccarii
- Sehima ciliaris
- Sehima elegans
- Sehima galpinii
- Sehima inscalptum
- Sehima ischaemoides
- Sehima kotschyi
- Sehima macrostachyum
- Sehima nervosa
- Sehima nervosum
- Sehima notata
- Sehima notatum
- Sehima racemosa
- Sehima ramosissima
- Sehima spathiflorum
- Sehima sulcata
- Sehima sulcatum
- Sehima textilis
- Sehima variegata